# Ixora vaughanii
Ixora vaughanii är en måreväxtart som först beskrevs av Bernard Verdcourt, och fick sitt nu gällande namn av Arnaud Mouly och Birgitta Bremer. Ixora vaughanii ingår i släktet Ixora och familjen måreväxter. Inga underarter finns listade i Catalogue of Life.